# إستيل لوسون
إستيل لوسون (بالإنجليزية: Estelle Lawson)‏ هي لاعبة غولف أمريكية، ولدت في 22 مارس 1907، وتوفيت في 7 مايو 1983.